# Felix Maina
Felix Maina est un boxeur kényan né le 24 août 1954.

## Carrière
Aux Jeux olympiques d'été de 1972 à Munich, Felix Maina est éliminé au deuxième tour dans la catégorie des poids mouches par l'Italien Franco Udella.
Il est médaillé d'argent dans la catégorie des poids coqs aux championnats d'Afrique de Kampala en 1974. 